# AS Police Nationale
El AS Police Nationale es un equipo de fútbol de Yibuti que juega en la Primera División de Yibuti, la primera categoría nacional.

## Historia
Fue fundado en el año 1992 en la ciudad de Yibuti con el nombre Force Nationale Securité (FNS) y dos años después es campeón nacional, ganando el primero de tres títulos consecutivos. En 1998 pasa a llamarse Force Nationale de Police y bajo ese nombre es campeón nacional dos veces.
En 2006 el equipo termina en noveno lugar y desciende de categoría, y pasaron 15 años para que regresara a la primera categoría con el nombre Police Nationale
A nivel internacional fue el primer equipo de Yibuti en participar en una competición de la CAF cuando jugó en la Copa Africana de Clubes Campeones 1995 en la que fue eliminado en la primera ronad por el Express FC de Uganda.

## Palmarés
- Primera División de Yibuti: 5

1994, 1995, 1996, 1998/99, 2000/01
- Copa de Yibuti: 2

1993, 1998/99

## Participación en competiciones de la CAF
| Temporada | Torneo                            | Ronda | Club       | Casa | Visita | Global |
| --------- | --------------------------------- | ----- | ---------- | ---- | ------ | ------ |
| 1995      | Copa Africana de Clubes Campeones | 1     | Express FC | 0-2  | 0-7    | 0-9    |